# Conca de Hall
La conca de Hall (en anglès: Hall Basin) és una conca oceànica que es troba a l'Àrtida, entre la Terra de Hall, a Grenlàndia, i la costa est de l'illa més septentrional del Canadà, Ellesmere. Rep el seu nom en record a l'explorador polar estatunidenc Charles Francis Hall.
La conca de Hall és el darrer dels trams de l'estret de Nares, un estret que uneix la badia de Baffin, al sud, con el mar de Lincoln, un dels braços de l'oceà Àrtic, al nord. Connecta el canal de Kennedy, al sud, amb el canal de Robeson, al nord. La conca té una forma irregular, a les seves costes occidentals hi ha la badia de Lady Franklin i tot i que la riba oriental és més regular, hi destaca el fiord de Petermann i la glacera de Petermann.